# 2021年河南洪水
2021年河南洪水（中国語: 2021年河南水灾）は、2021年7月17日以降、中国中部で発生した大規模な洪水である。

## 豪雨
|            |  |  |
| 洪水の様子 |  |  |

2021年7月、中国では「1000年に一度の豪雨」と称されるほどの記録的な豪雨となり、河南省の鄭州市では、長崎大水害を凌駕する降水量でわずか3日間で1年分の降水量に相当する大量の雨が降った。

## 被害
この洪水により、3,000万人を超える被災者が出た。中国当局は8月2日、洪水による死者は302人に達したことを発表した。7月末の時点では死者数は99人と公表されていたが、8月になってその3倍以上に増加した。河南省では特に被害が甚大であり、同省だけで約1400万人が被災したほか、鄭州市だけで290人以上の死者が出た。河南省内では依然50人近くが行方不明となっている。内モンゴル自治区ではダムが決壊したという。鄭州地下鉄5号線は冠水し、約500人の乗客が緊急停車した車両に閉じ込められ、うち14人死亡。豪雨による被害額は約2兆円に達した。
2022年1月に中華人民共和国応急管理部が発表した調査報告によると、2021年9月30日までに398人はこの洪水で死亡または行方不明となった。